# Guayaquilský záliv
Guayaquilský záliv (španělsky Golfo de Guayaquil) je záliv v Tichém oceánu u západního pobřeží Jižní Ameriky, konkrétně dvou států - Ekvádoru a Peru. Na severu je vymezen ekvádorským městem Santa Elena, na jihu peruánskou vesnicí Cabo Blanco. Záliv je pojmenován podle největšího ekvádorského města Guayaquil, jež je významným přístavem, byť neleží přímo na pobřeží zálivu, ale kousek proti proudu řeky Guayas, jež se do zálivu vlévá. Dalším významným přístavem je La Libertad. V zálivu leží též ostrov Puná. Do zálivu ústí řeky Guayas, Jubones, Zarumilla a Tumbes. Šířka zálivu se mění podle přílivu a odlivu. Za přílivu dosahuje šířky až 170 kilometrů, naopak při odlivu se vodní pás může zúžit na 7,5 kilometru. Pobřeží zálivu je typické svými pobřežními mangrovovými porosty.